# ハロルド・ライミス
ハロルド・ライミス（Harold Ramis、本名：Harold Allen Ramis、1944年11月21日 - 2014年2月24日）は、アメリカ合衆国の脚本家・映画監督・俳優。ハロルド・レイミスとも表記される。まれに映画に出演しながら、主にコメディ作品の脚本家・映画監督として活動した。
アメリカでは、ジェイ・ローチ、ジェイク・カスダン、アダム・サンドラーなど多くのコメディアン、コメディ作家、俳優に影響を与えたことでも知られる。

## 略歴
イリノイ州シカゴ出身。ワシントン大学卒業。在学時は、マルクス兄弟のパロディ劇の脚本を執筆したことがある。
大学卒業後は、セントルイスの精神病院で約7か月間勤務。この経験は、後に映画界での様々な感情・性格を持つ俳優との付き合いに大きく活かされたという。その後はシカゴに戻り、臨時教師の職を経て、大学の友人であるマイケル・シャンバーグの勧めでシカゴ・デイリー・ニュースの記事をフリーランスで執筆。これがきっかけとなり、男性誌『プレイボーイ』ではジョーク原稿を執筆した。
1972年、かつて所属していたシカゴのコメディ集団「セカンド・シティ」に戻る。1974年には、同じくセカンド・シティ出身のジョン・ベルーシやビル・マーレイらとラジオ番組『ナショナル・ ランプーン・レディオ・アワー』で共演し人気となる。後に、他のメンバーが『サタデー・ナイト・ライブ」の出演者になる一方で、ライミスはカナダで展開していた深夜枠のコメディ番組『セカンド・シティ・テレビジョン』で約3年間、脚本家兼コメディアンとして活躍した。
1978年、アイバン・ライトマンが製作した『アニマル・ハウス』で脚本を執筆し、ハリウッドに進出。1980年の『ボールズ・ボールズ』で映画監督デビューし、翌年に公開され製作も兼任した『パラダイス・アーミー』で映画に初出演する。1984年、ビル・マーレイやダン・エイクロイドと主演を務め、脚本も執筆した『ゴーストバスターズ』が大ヒットを記録し、自身の代表作となった。
その後もコメディ作品を発表し続け、『アナライズ・ミー』で脚本と監督を担当したほか、『恋愛小説家』などに俳優として出演した。
2010年5月、感染症にかかったことで自己免疫疾患が悪化し炎症性血管炎による合併症を引き起こす。一度は復帰したものの、2011年後半から再発し闘病生活を続け、2014年2月24日、自己免疫性炎症性血管炎のため死去。69歳没。
『ゴーストバスターズ』のリブート作品である『ゴーストバスターズ (2016年の映画)』のエンドクレジットではハロルド・ライミスに捧ぐという一文がある。また、『ゴーストバスターズ』と『ゴーストバスターズ2』の続編である『ゴーストバスターズ/アフターライフ』のエンドクレジット前ではハロルドに捧ぐという一文がある。

## 主な出演作品

### 映画
| 公開年 | 邦題 原題                                                      | 役名                               | 備考                | 吹き替え                                                             |
| ------ | -------------------------------------------------------------- | ---------------------------------- | ------------------- | -------------------------------------------------------------------- |
| 1978   | アニマル・ハウス National Lampoon's Animal House               |                                    | 脚本                |                                                                      |
| 1979   | ミートボール Meatballs                                         |                                    | 脚本                |                                                                      |
| 1980   | ボールズ・ボールズ Caddyshack                                  |                                    | 監督/脚本           |                                                                      |
| 1981   | パラダイス・アーミー Stripes                                   | ラッセル                           | 脚本/出演           | 林一夫（テレビ版）                                                   |
| 1983   | ホリデーロード4000キロ National Lampoon's Vacation             |                                    | 監督                |                                                                      |
| 1984   | 赤ちゃんはトップレディがお好き Baby Boom                       | スティーヴン                       | 出演                | 牛山茂                                                               |
| 1984   | ゴーストバスターズ Ghostbusters                                | イゴン・スペングラー博士           | 脚本/出演           | 牛山茂（ソフト版） 西沢利明（テレビ朝日版） 小川真司（フジテレビ版） |
| 1986   | 私立ガードマン/全員無責任 Armed and Dangerous                  |                                    | 原案/脚本           |                                                                      |
| 1989   | ゴーストバスターズ2 Ghostbusters II                            | イゴン・スペングラー博士           | 脚本/出演           | 納谷六朗（ソフト版） 真地勇志（テレビ朝日版） 大滝寛（フジテレビ版） |
| 1993   | 恋はデジャ・ブ Groundhog Day                                   | 神経科医                           | 製作/監督/脚本      |                                                                      |
| 1994   | ハードロック・ハイジャック Airheads                            | クリス・ムーア                     | カメオ出演          | 石井康嗣                                                             |
| 1996   | クローンズ Multiplicity                                        |                                    | 監督/製作           |                                                                      |
| 1997   | 恋愛小説家 As Good as It Gets                                  | Dr.ベッツ                          | 出演                | 小室正幸（VHS・DVD版） 長克巳（BD版）                                |
| 1999   | アナライズ・ミー Analyze This                                  |                                    | 監督/脚本           |                                                                      |
| 2000   | 悪いことしましョ! Bedazzled                                    |                                    | 監督/製作/脚本      |                                                                      |
| 2002   | アナライズ・ユー Analyze That                                  |                                    | 監督/脚本           |                                                                      |
| 2002   | オレンジカウンティ Orange County                               |                                    | 出演                |                                                                      |
| 2005   | アイス・ハーヴェスト 氷の収穫 The Ice Harvest                  |                                    | 監督                |                                                                      |
| 2007   | 無ケーカクの命中男/ノックトアップ Knocked Up                   | ハリス・ストーン                   | 出演                |                                                                      |
| 2007   | ウォーク・ハード ロックへの階段 Walk Hard: The Dewey Cox Story | ルハイム                           | 出演                | 山口りゅう                                                           |
| 2009   | 紀元1年が、こんなんだったら!? Year One                         | アダム                             | 監督/製作/原案/脚本 | 石住昭彦                                                             |
| 2021   | ゴーストバスターズ/アフターライフ Ghostbusters: Afterlife      | イゴン・スペングラー博士（CG映像） |                     | 牛山茂                                                               |